# Wspólnota administracyjna Schallstadt
Wspólnota administracyjna Schallstadt – wspólnota administracyjna (niem. Vereinbarte Verwaltungsgemeinschaft) w Niemczech, w kraju związkowym Badenia-Wirtembergia, w rejencji Fryburg, w regionie Südlicher Oberrhein, w powiecie Breisgau-Hochschwarzwald. Siedziba wspólnoty znajduje się w miejscowości Schallstadt, przewodniczącym jej Jörg Czybulka.
Wspólnota administracyjna zrzesza trzy gminy wiejskie:
- Ebringen, 2 771 mieszkańców, 8,18 km²
- Pfaffenweiler, 2 502 mieszkańców, 3,61 km²
- Schallstadt, 6 013 mieszkańców, 19,56 km²